# Sericia albifascia
Sericia albifascia är en fjärilsart som beskrevs av Walker 1865. Sericia albifascia ingår i släktet Sericia och familjen nattflyn. Inga underarter finns listade i Catalogue of Life.